# ボフェダレス

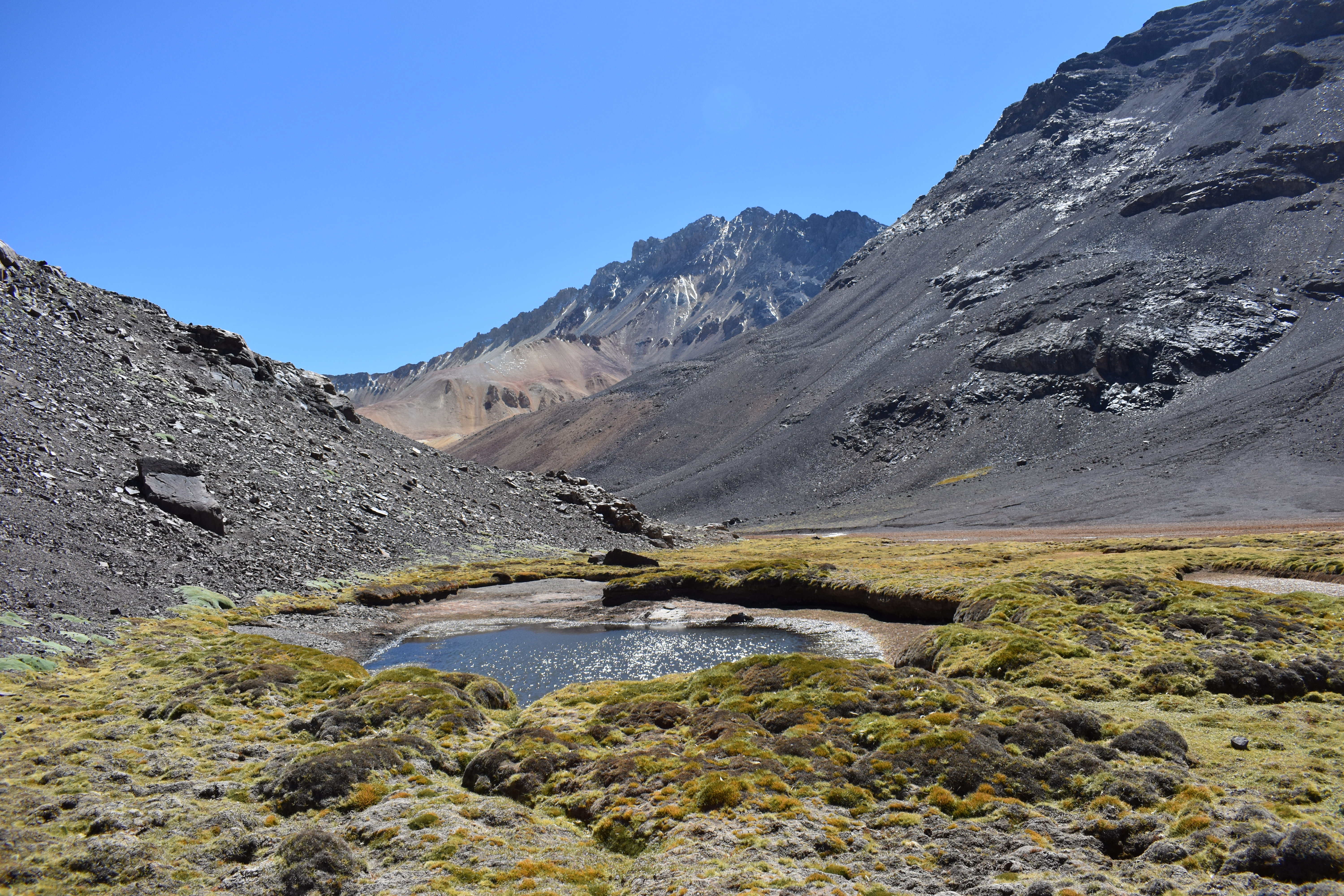
アルゼンチンとの国境に近いチリのロシン渓流の海抜3,900メートル地点に存在するボフェダレス

ボフェダレス（Bofedales）は、ペルーの一部の場所ではオコナレス（Oconales）の名でも呼ばれる、ペルー、チリ、およびボリビアのアンデス山脈内に見られる湿地の一種である。アンデス高地の生態系における土地利用の例として特徴的なものの一つであり、池や小川の周囲の平らな場所に形成され、恒久的なものから季節的なもの、さらには自然に形成されたものから人工的に形成されたものまである。ボフェダレスの土壌は年間を通して湿っている。また、土壌中の泥炭の形成と関連があり、土壌中に湿気があるため一年を通して緑色をしている。ボフェダレスは海抜3,100メートル以上の土地で見られるが、分類によっては海抜3,800メートル以上のものとしている場合もある。ラムサール条約ではボフェダレスを森林のない泥炭地と説明している。ボフェダレスは雪や氷河の雪解け水、そしてにわか雨から得られる限られた量の水を吸収し、地中に貯めた後にゆっくりと地表へ放出している。水質は淡水か塩水である。
ボフェダレスに生育している植物は成長が遅いものの丈夫であり、草本、特にイグサ科の植物と何種類かの地面に広がる背丈の低い草からなっている。アンデスガンやカモ、渉禽類などの鳥類は餌を取るためにこれらの湿地を利用し、他の多種多様な鳥類もこれらの恒久的な水源とそれに結びついて生息する昆虫に依存している。ボフェダレスにおける他の種類の動物については十分に知られていない。